# بذور الشيطان (فلم)
بذور الشيطان  فيلم جريمة وتشويق وإثارة وغموض لعام 1981 من إخراج وتأليف ياسين إسماعيل ياسين. قام بالبطولة ناهد شريف، عادل أدهم، لبلبة، مجدي وهبة، نجوى فؤاد، وصلاح نظمي  وتدور الأحداث حول عجوز ثرية يقوم بإدارة أعمالها ابن شقيقها ويدفع بصديقة العاطل للزواج منها ثم التآمر على قتلها ولكن الأمور لا تسير على الخطة الموضوعة حيث أن الجميع يتآمر على الجميع.
قام منتج الفيلم إيهاب الليثي  بتأجيل عرض الفيلم ثلاث سنوات. مع أن المخرج قد إنتهى من تصوير الفيلم عام 1977 لكن لحدوث بعض المشاكل تم العرض عام 1981.
صدر الفيلم إلى دور العرض المصرية في 5 أكتوبر 1981.
منح موقع قاعدة بيانات الأفلام على الإنترنت (IMDB) الفيلم درجة 7.5/ 10.
منح موقع قاعدة بيانات الأفلام العربية «السينما.كوم» الفيلم درجة 6.1/ 10.

## طاقم التمثيل
ناهد شريف: في دور نيفين (ابنة شقيق الثرية إقبال)
عادل أدهم: في دور رأفت (العطل المحتال)
لبلبة: في دور إقبال / علية (العجوز الثرية)
مجدي وهبة: في دور عصمت (ابن شقيق الثرية إقبال ومدير أعمالها)
نجوى فؤاد: في دور سلوى (الراقصة عشيقة عصمت)
صلاح نظمي: في دور محامي أسرة إقبال 

## أحداث الفيلم
يعمل الشاب المحتال عصمت (مجدي وهبة) مديراً لأعمال عمته العجوز الثرية إقبال (لبلبة) وينتظر وفاتها بفارغ الصبر ليتمتع بالعيش مع عشيقته الراقصة سلوى (نجوى فؤاد) التي تعرض عليه دائما التخلي عن ضغوط تسلط عمته. يتواصل عصمت مع صديقة العطل رأفت (عادل أدهم) وينصحه، إذا أراد أن يتخلص من حياة التشرد، أن يتزوج عمته إقبال. يوافق رأفت على الفور ويتزوج إقبال ويعيش معها في بيتها الكبير. يواجه رأفت سوء معاملة إقبال له، فهي تعامله كسكرتير وعليه أن يعاقر الخمر دائما ليتمكن من إحتمال كثرة الاهانات والطلبات، وينتظر وفاتها. تعود نيفين (ناهد شريف)، ابنة شقيق العمة إقبال، من السفر ويصطحبها عصمت إلى بيته، ويتركها لتلبية إتصال من عمته. وأثناء غيابه تدق علية (لبلبة في شخصيتها الثانية) الباب وتسأل نيفين بأدب عن عصمت، وتصاب نيفين بدهشة بالغة، فالشابة الجميلة علية تشبه عمتها إلى حد لا يصدق، عندما كانت في ريعان الشباب. يعود عصمت إلى ابنة عمه نيفين وتسأله عن علية، ويساورها الشك في هذه العلاقة. يخطط عصمت لقتل عمته في سويسرا حيث أنها تمتلك بيتاً وبعض الأعمال هناك، ويشرك رأفت معه في الخطة ويشرح له كيف سيقوم بتعطيل فرامل سيارتها قبل أن تقودها من بيتها القائم في جبال سويسرا. يتعرض رأفت لصياح وتوبيخ من إقبال وتثور ثائرته فيقوم بخنقها ووضع جثتها في صندوق يغلق عليه باب غرفة في حديقة البيت. يتوجه رأفت إلى بيت عصمت يطلب منه المساعدة في إخفاء جريمته، ويعدل عصمت خطته السابقة لقتل عمته ويقرر أن يدعو علية لتأخذ دور العمة ويصطحبها إلى سويسرا مستخدماً جواز سفر عمته، وهناك ينفذ خطته ولكن بقتل علية وإرسال تلغراف لمصر يبلغ رأفت ونيفين بموت العجوز.
بعد الإنتهاء من إجراءات العزاء يجتمع الثلاثة، عصمت ونيفين ورأفت، بمحامي الأسرة (صلاح نظمي) الذي يعلنهم أن إقبال كتبت وصية توصي فيها بالجزء الأكبر من ثروتها لابنة شقيقها «نيفين». تنكشف حقيقة خطة كان وضعها رأفت مع نيفين الذين قد جمعهما الحب، ويؤل اليهم الجزء الأكبر من ثروة العمة. يتزوج رأفت من نيفين ويقيم الزوجين في بيت الراحلة إقبال، ولكن شبح العمة القتيلة وجثتها الراقدة في صندوق بغرفة حديقة البيت تظل تؤرق رأفت حتى يسقط من شرفة غرفة النوم وشبح إقبال يطارده. تنكشف حقيقة أخرى أن نيفين كانت قد خططت مع عصمت لكل هذا، ويحضر عصمت لبيتها وهي تتصل لاستدعاء الشرطة وتخبرهم عن حادث سقوط زوجها من غرفة نومه، وعندما يهم عصمت بمغادرة بيت نيفين يسمع دقات جرس التليفون ويلتقط السماعة خلسة ليستمع لصوت نيفين تتحدث إلى عشيق لها تبلغه بأن خطتهم تسير في الاتجاه المرسوم، وهنا يسارع عصمت بقتل نيفين مع وصول الشرطة للقبض عليه.

## روابط خارجية
- مقالات تستعمل روابط فنية بلا صلة مع ويكي بيانات
- بذور الشيطان على موقع الدهليز
- بذور الشيطان على موقع كاروهات

https://en.kinorium.com/2699036/ بذور الشيطان (فيلم) 